# 陶斯普韦布洛

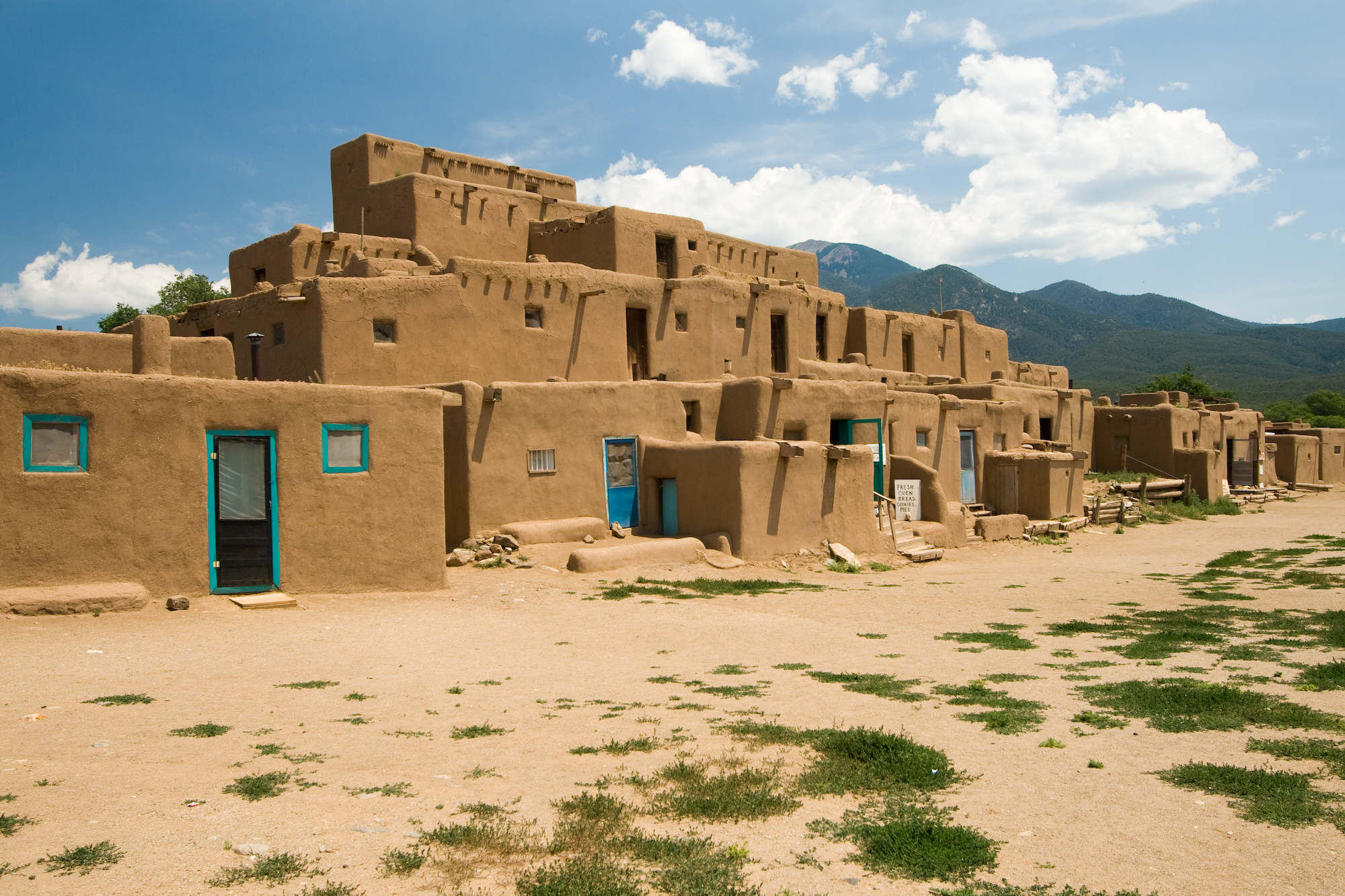
陶斯普韦布洛

陶斯普韦布洛是美國境內的一个普韦布洛，它位于新墨西哥州陶斯以北約1英里（1.6）。 1992年，當地被列入世界遗产。根據2010年美國人口普查，當地人口為4,500。當地有許多红棕色土坯建築，可能建于1000年至1450年之间。